# Gakkō Gurashi!
Gakkō Gurashi! (がっこうぐらし!) és un manga guionitzat per Norimitsu Kaihō, de Nitroplus, i il·lustrat per Sadoru Chiba que ha tingut una adaptació a l'anime en format de sèrie televisiva sobre un grup de noies que s'han quedat a viure a un centre educatiu per a sobreviure un atac dels zombis. La publicació del manga s'inicià el 2012 en la revista Manga Time Kirarara Forward.

## Media

### Manga
La sèrie de manga inicià la publicació el 2012 a la publicació de Houbunsha Manga Time Kirara Forward. Va tindre una parada temporal entre juliol i desembre de 2017. Yen Press començà a publicar la versió traduïda a l'anglès el novembre de 2015. Es va anunciar que la sèrie de còmics acabaria en el volum dotzè.

### Anime
Una sèrie d'anime va ser anunciada el 21 de juny de 2014. La sèrie fou dirigida per Masaomi Ando a l'estudi d'animació Lerche, guionitzada per l'escriptor de manga Norimitsu Kaihō i el disseny de personatges de Haruko Iikuza. Va ser emesa al Japó entre el dia 9 de juliol de 2015 i el 24 de setembre de 2015 i va ser difós de manera simultània per Crunchyroll. La sèrie presenta quatre peces per a la música temàtica: una cançó d'obertura i tres de clausura. La cançó d'obertura és "Friend Shitai" (ふ・れ・ん・ど・し・た・い, Furendo Shitai, "I Want To Be Friends") per Gakuen Seikatsu-bu (Inori Minase, Ari Ozawa, M.A.O i Rie Takahashi). La cançó de clausura és "Harmonize Clover" (ハーモナイズ・クローバー, Hāmonaizu Kurōbā) per Maon Kurosaki per als episodis 1-3, 5 i 9, "We took each other's hand" de Kaori Sawada per a l'episodi 4, i "Afterglow" (アフターグロー, Afutāgurō) de Kurosaki per als episodis 6-8 i 10-11. La sèrie va ser llicenciada a Nord Amèrica per Sentai Filmworks i llençada en Blu-ray i DVD amb un doblatge a l'anglès el 27 de juny de 2017.

### Pel·lícula live-action i minisèrie
Es va fer una adaptació en pel·lícula live-action, la qual fou anunciada en l'exemplar del mes de gener de 2018 de la publicació Manga Time Kirara Forward per al mes de novembre de 2017. La pel·lícula fou dirigida per Issei Shibata i hi apareixen com a actors els membres del grup d'ídols Last Idol, i fou estrenada al Japó el 25 de gener de 2019.
El 2019 s'anuncià que es publicaria una minisèrie de quatre episodis que seria una preqüela de la pel·lícula i es titularia Gakkō XXX ~Mō Hitotsu no Gakkō Gurashi!.

### Aparició en altres formats
Yuki tingué una aparició com personatge secundari en un videojoc de lluita anomenat Nitroplus Blasterz: Heroines Infinite Duel, el qual fou publicat en desembre de 2015. Personatges de la sèrie apareixen junt altres personatges de la revista Manga Time Kirara characters en el videojoc de rol per a mòbil de 2017, Kirara Fantasia.

## Rebuda
El llançament en llengua anglesa dels tres primers volums del manga foren inclosos a la llista de 2017 de Grans Novel·les Gràfiques per a Adolescents de l'American Library Association i els volums cinquè i sisè foren inclosos a l'edició del 2018 de la llista.
El sisè volum del manga va ser destacat com un dels millors del 2017 a Anime News Network. En el mateix lloc web, els volums 1-7 foren ressenyats individualment obtenint crítiques generalment positives.
El primer episodi de la sèrie d'anime va tindre una rebuda positiva i provocà un augment de les vendes del manga de deu vegades. També va ser vist més d'1 milió de vegades en Niconico.
A la publicació Otaku USA Magazine va ser criticat positivament destacant un "excel·lent treball en la il·lustració l'apocalipsi zombie en una ambientació escolar". Rebecca Silverman, per una banda, i Theron Martin, per una altra, d'Anime News Network' criticaren positivament la sèrie d'anime.